# Na koncertnem odru
Na koncertnem odru je album Papirniškega pihalnega orkestra Vevče, ki je izšel na glasbeni CD plošči leta 2004 pri založbi Primus.
Posnet je bil v živo v Slovenski filharmoniji decembra 2001, Gallusovi dvorani Cankarjevega doma v Ljubljani decembra 2002 in v Trbovljah maja 2003.

## Seznam posnetkov
| CD              | CD                                                                                           | CD              | CD              | CD      |
| Št.             | Naslov                                                                                       | Glasba          | Priredba        | Dolžina |
| --------------- | -------------------------------------------------------------------------------------------- | --------------- | --------------- | ------- |
| 1.              | „Pikova dama‟                                                                                | F. von Suppe    | G. Baumann      | 7:44    |
| 2.              | „Pogled z gradu‟                                                                             | M. Sepe         | V. Štrucl       | 5:09    |
| 3.              | „Doppelte Dings‟                                                                             | R. Allmend      |                 | 3:45    |
| 4.              | „Twinkling flutes‟                                                                           | R. Comello      |                 | 3:16    |
| 5.              | „Open air‟ (Rock Concert)                                                                    | L. di Ghisallo  |                 | 6:50    |
| 6.              | „Il postiglione d'amore‟ (Ouverture alla Rossini)                                            | A. Bosendorfer  |                 | 6:07    |
| 7.              | „Igračkanje za harfo in pihalni orkester‟                                                    | B. Adamič       |                 | 5:26    |
| 8.              | „Polka Gavota‟                                                                               | B. Adamič       |                 | 3:22    |
| 9.              | „Privšek Potpouri: Snežna noč, Zimzelen, Silvestrski poljub, Nad mestom se dani, Mini-maksi‟ | J. Privšek      |                 | 7:20    |
| 10.             | „Armenian dances‟ (Part 1)                                                                   | A. Reed         |                 | 10:18   |
| Skupna dolžina: | Skupna dolžina:                                                                              | Skupna dolžina: | Skupna dolžina: | 63:33   |

## Sodelujoči

### Papirniški pihalni orkester Vevče
- Marjan Stropnik – dirigent

### Solisti
- Marta Kržič – klavir na posnetku 2
- Pavle Oman – bariton na posnetku 3
- Toni Verzelak – bariton na posnetku 3
- Špela Baznik – flavta na posnetku 4
- Mateja Kerman – flavta na posnetku 4
- Tina Žerdin – harfa posnetkih 7 in 9
- Boris Peternelj – krilovka na posnetku 9

### Produkcija
- Dečo Žgur – producent
- Rado Cedilnik – tonski mojster
- Martin Žvelc – masteriranje
- Tadeja Mušič – oblikovanje
- Primus Gabrijela Cedilnik – založba